# PB63 Lady 2018-2019
Questa voce raccoglie le informazioni riguardanti la PB63 Lady nelle competizioni ufficiali della stagione 2018-2019.

## Stagione
La stagione 2018-2019 della PB63 Lady Battipaglia, sponsorizzata Treofan è la quinta che disputa in Serie A1 femminile.

## Verdetti stagionali
Competizioni nazionali
- Serie A1: (22 partite)

stagione regolare: 10º posto su 11 squadre (3-17);
play-off: perde gli ottavi di finale contro Sesto San Giovanni (0-2).

## Roster
|    | Naz.                   | Ruolo | Sportivo            | Anno | Alt. |  |        |
| -- | ---------------------- | ----- | ------------------- | ---- | ---- |  | ------ |
| 0  | Italia (bandiera)      | A     | Alice Montiani      | 2000 |      |  | [ 1 ]  |
| 3  | Italia (bandiera)      | P     | Margherita Mataloni | 1995 | 165  |  |        |
| 5  | Italia (bandiera)      | G     | Beatrice Del Pero   | 1999 | 178  |  |        |
| 6  | Italia (bandiera)      | G     | Laura Cremona       | 2000 | 178  |  |        |
| 7  | Italia (bandiera)      | G     | Martina Scarpato    | 2000 | 175  |  |        |
| 8  | Italia (bandiera)      | P     | Marta Rossini       | 2001 | 167  |  | [ 2 ]  |
| 8  | Italia (bandiera)      | A     | Elena Sasso         | 2000 | 178  |  |        |
| 9  | Italia (bandiera)      | P     | Stefania Trimboli   | 1996 | 175  |  | (cap.) |
| 10 | Italia (bandiera)      | A     | Elisa Policari      | 1997 | 181  |  | [ 4 ]  |
| 12 | Italia (bandiera)      |       | Martina Panniello   | 2001 |      |  | [ 5 ]  |
| 13 | Serbia (bandiera)      |       | Anastasija Opačić   | 2001 |      |  | [ 5 ]  |
| 14 | Italia (bandiera)      | G     | Federica Mazza      | 2001 | 170  |  |        |
| 15 | Stati Uniti (bandiera) | G     | Antiesha Brown      | 1992 | 178  |  |        |
| 17 | Italia (bandiera)      | AC    | Giulia Patanè       | 2000 | 187  |  |        |
| 20 | Italia (bandiera)      | A     | Caterina Mattera    | 2001 | 184  |  |        |
| 22 | Regno Unito (bandiera) | A     | Chantelle Handy     | 1987 | 191  |  |        |
| 23 | Italia (bandiera)      | G     | Francesca De Rosa   | 2001 | 170  |  |        |
| 31 | Stati Uniti (bandiera) | AC    | Kristen Renee Simon | 1995 | 190  |  |        |
| 86 | Italia (bandiera)      | C     | Mounia El Habbab    | 1994 | 188  |  |        |

## Mercato

### Sessione estiva
Confermate la playmaker Stefania Trimboli e l'ala Elisa Policari, la società ha effettuato i seguenti trasferimenti:
| Acquisti | Acquisti            | Acquisti         | Acquisti   |
| R.       | Nome                | da               | Modalità   |
| -------- | ------------------- | ---------------- | ---------- |
| P        | Margherita Mataloni | FeBa Civ. Marche | definitivo |
| G        | Beatrice Del Pero   | Costa Masnaga    | definitivo |
| G        | Federica Mazza      | Cest. Spezzina   | definitivo |
| G        | Antiesha Brown      | Hainaut Basket   | definitivo |
| A        | Chantelle Handy     | Arka Gdynia      | definitivo |
| AC       | Kristen Renee Simon | USC Trojans      | definitivo |
| C        | Mounia El Habbab    | Pol. A.Galli     | definitivo |

| Cessioni | Cessioni           | Cessioni                | Cessioni            |
| R.       | Nome               | a                       | Modalità            |
| -------- | ------------------ | ----------------------- | ------------------- |
| PG       | Marida Orazzo      | Le Mura Lucca           | fine contratto      |
| A        | Clara Chicchisiola | Vicenza                 | doppio tesseramento |
| A        | Lea Miletić        | Ślęza Breslavia         | fine contratto      |
| AC       | Ruvanna Campbell   | Mackay Meteorettes      | fine contratto      |
| A        | Giorgia Codispoti  | Free Basketball Scafati | fine contratto      |
| G        | Giovanna Martines  | Libertas Forlì          | fine contratto      |
| PG       | Elisa Pinzan       | South Florida Bulls     | fine contratto      |
| G        | Elena Vella        | Libertas SBS Udine      | fine contratto      |
| AC       | Olbis Futo Andrè   | Famila Schio            | fine contratto      |
| GA       | Dita Rozenberga    | TTT Rīga                | fine contratto      |
| G        | Jori Davis         | Valencia                | fine contratto      |

### Sessione autunnale
| Acquisti | Acquisti      | Acquisti   | Acquisti   |
| R.       | Nome          | da         | Modalità   |
| -------- | ------------- | ---------- | ---------- |
| P        | Marta Rossini | PF Firenze | definitivo |

| Cessioni | Cessioni       | Cessioni          | Cessioni   |
| R.       | Nome           | a                 | Modalità   |
| -------- | -------------- | ----------------- | ---------- |
| A        | Elisa Policari | Faenza B. Project | definitivo |